# Johanna Possinger
Johanna Possinger (* 1980 in München) ist eine deutsche Soziologin und seit 2016 Professorin für Frauen- und Geschlechterfragen in der Sozialen Arbeit an der Evangelischen Hochschule Ludwigsburg.

## Leben
Nach ihrem Abitur am Canisius-Kolleg Berlin studierte Johanna Possinger Diplom-Kulturwirtschaft an der Universität Passau, wobei sie ein Auslandssemester an der Universität Granada verbrachte. Anschließend promovierte sie von 2006 bis 2013 bei Hans Bertram in Familiensoziologie an der Humboldt Universität zu Berlin über Väter im Spannungsfeld zwischen Erwerbs- und Familienleben. Parallel dazu war sie Lehrbeauftragte an der Humboldt Universität sowie von 2007 bis 2012 als wissenschaftliche Referentin für infrastrukturelle und zeitpolitische Familienpolitik beim Deutschen Verein für öffentliche und private Fürsorge e.V. in Berlin tätig.
Nach der Promotion leitete Johanna Possinger von 2012 bis 2016 die Fachgruppe Familienpolitik und Familienförderung am Deutschen Jugendinstitut in München. Von 2014 bis 2016 war sie zudem stellvertretende Leitung der Abteilung Familie und Familienpolitik des DJI.
2016 erhielt Johanna Possinger einen Ruf auf die Professur für Frauen- und Geschlechterfragen in der Sozialen Arbeit an der Evangelischen Hochschule Ludwigsburg. Ihre Schwerpunkte liegen in der Forschung zu Vaterschaft, Care-Arbeit in Familien, Zeitpolitik, Kinder- und Familienarmut sowie familien- und gleichstellungspolitischen Maßnahmen. Von 2020 bis 2022 führte sie zudem das Forschungsprojekt Zwischen Kindern, Kirche und Karriere – Kirche und Familien heute zur evangelischen Arbeit mit Familien durch.
Als Expertin für Familien- und Gleichstellungspolitik ist Johanna Possinger Mitglied in mehreren Kommissionen. Seit Herbst 2015 ist sie Mitglied im Präsidium der Evangelischen Arbeitsgemeinschaft Familie (eaf). Seit Dezember 2021 ist sie als fachkundige Persönlichkeit im Vorstand des Landesfamilienrats Baden-Württemberg. Im November 2022 wurde sie in das Kammernetzwerk der Evangelischen Kirche in Deutschland (EKD) berufen.

## Ausgewählte Veröffentlichungen
- Das Familienleben als krisenanfällige Resonanzachse. In: Jo Jerg, Jens Müller, Tilmann Wahne (Hrsg.): Resonanz erfahren – mit der Welt in Beziehung stehen. Vielfältige pädagogische Zugänge zu einer kindheitspädagogischen Praxis. Verlag Julius Klinkhardt, Bad Heilbrunn 2024, ISBN 978-3-7815-2637-2, S. 91–104. (pedocs.de)
- mit Jannika Alber, Michael Pohlers und Daniela Rauen: Familien gefragt. Impulse für eine familienorientierte Kirche. Vandenhoeck & Ruprecht Verlage, 2023, ISBN 978-3-525-60016-0.
- mit Daniela Rauen: Familienarbeit in Gemeinden. Ein kirchliches Handlungsfeld mit Potenzial. In: Forum Erwachsenenbildung. 55 (4 „Religion Reloaded“), 2022, S. 50–53.[11][12]
- Hauptstichworte „Care“, „Familiensoziologie“. In: Deutscher Verein (Hrsg.): Fachlexikon der Sozialen Arbeit. 9. Auflage. Nomos, Baden-Baden 2022, ISBN 978-3-8487-7131-8, S. 146f., 297f.
- mit Dörthe Gatermann: Familie in Zeiten der Pandemie –Erschöpfung, Home Office und ein „Backlash“ der elterlichen Arbeitsteilung? In: Nachrichtendienst des Deutschen Vereins. Band 11, 2021, S. 11–15.[13]
- Familie: Wandel und Persistenz von Geschlecht in der Institution Familie. In: Beate Kortendiek, Katja Sabisch, Birgit Riegraf (Hrsg.): Interdisziplinäre Geschlechterforschung. Springer VS, Wiesbaden 2019, ISBN 978-3-658-12495-3, S. 1281–1290.
- mit Karin Jurczyk: Von Vielfalt, Ungleichheit, Entgrenzung und Zeitstress –Familie heute. In: Bundesvereinigung Lebenshilfe: Familien unterstützen. Ideen und Praxisbeispiele für Haupt- und Ehrenamtliche. Lebenshilfe Verlag, Marburg 2018, S. 23–36.[14]
- mit Kathrin Peltz, Luisa Streckenbach, Dagmar Müller und Barbara Thiessen: „Die Zeit kommt nicht wieder“: Elterngeldnutzung erwerbstätiger Väter in Bayern. In: Zeitschrift für Familienforschung. Band 29, Nr. 1, 2017, S. 114–135.[15]
- Gefangen in traditionellen Rollenmustern. In: DJI Impulse (Hrsg.): Neue Väter. Legende oder Realität? Deutsches Jugendinstitut, München 2016, S. 4–7.[16]
- Vaterschaft im Spannungsfeld von Erwerbs- und Familienleben. „Neuen Vätern“ auf der Spur. Springer VS Verlag, Wiesbaden 2013, ISBN 978-3-658-00709-6.
- Wie neu sind die neuen Väter? Eine Klärung. (= Soziale Arbeit Kontrovers. Heft 6). Lambertus Verlag, Freiburg 2013, ISBN 978-3-7841-2464-3.
- Kommunale Zeitpolitik für Familien – Ansätze, Erfahrungen und Möglichkeiten der Praxis. Eine Expertise der Geschäftsstelle des Deutschen Vereins für öffentliche und private Fürsorge. Lambertus Verlag, Freiburg 2011, ISBN 978-3-7841-2024-9.
- Vereinbarkeit von Vaterschaft und Beruf – eine Analyse betrieblicher Hindernisse. BGSS Working Paper Series, Nr. 01, 2010.[17]